# Scott Cohen
Scott E. Cohen (New York, 19 dicembre 1961) è un attore statunitense.

## Biografia
Discendente da una famiglia ebraica, Cohen è nato a New York. Nel 1990 gli viene offerto il suo primo ruolo in Allucinazione perversa di Adrian Lyne. Cohen è meglio conosciuto per aver interpretato il ruolo di Wolf nella miniserie della NBC Il decimo regno (2000), per la sua performance nel ruolo del detective Steve Thoma in Perfect Murder, Perfect Town, per il ruolo di Max Medina nella serie televisiva della Warner Bros. Una mamma per amica e per l'interpretazione di Josh nel film Kissing Jessica Stein.
Cohen è inoltre apparso nel film Gia - Una donna oltre ogni limite con Angelina Jolie, nella serie Street Time con Rob Morrow, nel ruolo di un ufficiale, e in Law & Order - Il verdetto nel ruolo del detective Chris Ravell (l'attore aveva già partecipato a Law & Order interpretando l'assassino della sua ex moglie nell'episodio Un brutale omicidio).
Nel 1996 interpreta il ruolo di Jake Quinlan nel videogioco Ripper, avventura grafica sotto forma di film interattivo.
Nel 2009 recita nel film L'amore e altri luoghi impossibili, interpretando Jack Woolf. Inoltre compare nel ventesimo episodio della sesta stagione (Amo, lenza e peccatore) della serie Grey's Anatomy, nel ruolo del Dr. Tom Evans, un grande cardiochirurgo.

## Vita privata
Nel 1989 Cohen ha sposato la modella Anastasia Trina, dalla quale ha avuto un figlio.

## Filmografia

### Cinema
- Allucinazione perversa (Jacob's Ladder), regia di Adrian Lyne (1990)
- I re del mambo (The Mambo Kings), regia di Arne Glimcher (1992)
- Sweet Evil, regia di Michael Paul Girard (1993)
- Un adorabile testardo (Roommates), regia di Peter Yates (1995)
- Final Vendetta, regia di René Eram (1996)
- Vibrations, regia di Michael Paseornek (1996)
- Private Parts, regia di Betty Thomas (1997)
- Camp Stories, regia di Herbert Beigel (1997)
- A Brother's Kiss, regia di Seth Zvi Rosenfeld (1997)
- Felicità rubata (Fall), regia di Eric Schaeffer (1997)
- Better Living, regia di Max Mayer (1998)
- Cross-Eyed, regia di Rudolf Steiner (1999)
- Kissing Jessica Stein, regia di Charles Herman-Wurmfeld (2001)
- Psychoanalysis Changed My Life, regia di Ellen Novack – cortometraggio (2003)
- Knots, regia di Greg Lombardo (2004)
- The Circle, regia di Yuri Zeltser (2005)
- Confess - La verità.. è in rete (Confess), regia di Stefan C. Schaefer (2005)
- Brother's Shadow, regia di Todd S. Yellin (2006)
- The Understudy, regia di David Conolly e Hannah Davis (2008)
- L'inverno dei sogni infranti (Winter of Frozen Dreams), regia di Eric Mandelbaum (2009)
- L'amore e altri luoghi impossibili (The Other Woman), regia di Don Roos (2009)
- Stanno tutti bene - Everybody's Fine (Everybody's Fine), regia di Kirk Jones (2009)
- Moonlight Serenade, regia di Giancarlo Tallarico (2009)
- Fortune, regia di Peter Scarf (2009)
- Please Give, regia di Nicole Holofcener (2010)
- Amore & altri rimedi (Love and Other Drugs), regia di Edward Zwick (2010)
- Viaggio in paradiso (Get the Gringo), regia di Adrian Grunberg (2012)
- James White, regia di Josh Mond (2015)
- Anesthesia, regia di Tim Blake Nelson (2015)
- Jack di cuori (Jack of the Red Hearts), regia di Janet Grillo (2015)
- Matrimonio a Long Island, regia di Robert Smigel (2018)
- Chimera, regia di Mitzi Peirone (2018)

### Televisione
- Una vita da vivere (One Life to Live) – serial TV (1994)
- NYPD - New York Police Department (NYPD Blue) – serie TV, 10 episodi (1994-2001)
- The Wharf Rat – film TV (1995)
- New York News – serie TV, episodio 1x13 (1995)
- Gotti – film TV (1996)
- Feds – serie TV, episodio 1x04 (1997)
- Law & Order - I due volti della giustizia (Law & Order) – serie TV, episodi 7x15-7x16-7x17 (1997)
- Oz – serie TV, episodio 1x03 (1997)
- Dellaventura – serie TV, episodio 1x03 (1997)
- F/X (F/X: The Series) – serie TV, episodi 2x02-2x09 (1997)
- Gia - Una donna oltre ogni limite (Gia) – film TV (1998)
- New York Undercover – serie TV, episodio 4x05 (1998)
- Perfect Murder, Perfect Town: JonBenét and the City of Boulder – film TV (2000)
- Il magico regno delle favole (The 10th Kingdom) – miniserie TV (2000)
- Silent Witness – film TV (2000)
- Una mamma per amica (Gilmore Girls) – serie TV, 13 episodi (2000-2003)
- Kiss My Act – film TV (2001)
- The Practice - Professione avvocati (The Practice) – serie TV, episodi 6x10-6x15 (2002)
- Street Time – serie TV, 20 episodi (2002-2003)
- The Men's Room – serie TV, 4 episodi (2004)
- Senza traccia (Without a Trace) – serie TV, episodio 3x10 (2004)
- Numb3rs – serie TV, episodio 2x06 (2005)
- Law & Order: Il verdetto (Law & Order: Trial by Jury) – serie TV, 10 episodi (2005-2006)
- Fatal Contact - Il contagio viene dal cielo (Fatal Contact: Bird Flu in America) – film TV (2006)
- Mitch Albom's For One More Day – film TV (2007)
- Cashmere Mafia – serie TV, episodio 1x05 (2008)
- The Return of Jezebel James – serie TV, 4 episodi (2008)
- Law & Order: Criminal Intent – serie TV, episodio 8x01 (2009)
- CSI: NY – serie TV, episodio 5x22 (2009)
- Castle – serie TV, episodio 2x21 (2010)
- Grey's Anatomy – serie TV, episodio 6x20 (2010)
- CSI - Scena del crimine (CSI: Crime Scene Investigation) – serie TV, episodio 10x22 (2010)
- The Glades – serie TV, episodio 1x12 (2010)
- Hawaii Five-0 – serie TV, episodio 1x02 (2010)
- Blue Bloods – serie TV, episodio 1x08 (2010)
- Curb Your Enthusiasm – serie TV, episodio 8x08 (2011)
- Unforgettable – serie TV, episodio 1x11 (2011)
- Pan Am – serie TV, episodi 1x05-1x06-1x13 (2011-2012)
- Terapia d'urto (Necessary Roughness) – serie TV, 38 episodi (2011-2013)
- Person of Interest – serie TV, episodio 1x16 (2012)
- The Carrie Diaries – serie TV, 10 episodi (2013-2014)
- Elementary – serie TV, episodio 2x15 (2014)
- Allegiance – serie TV, 13 episodi (2015)
- The Mysteries of Laura – serie TV, episodio 2x16 (2016)
- The Good Wife – serie TV, episodio 7x18 (2016)
- Billions – serie TV, 4 episodi (2016-2020)
- I'm Dying Up Here - Chi è di scena? (I'm Dying Up Here) – serie TV, episodi 1x08-1x09 (2017)
- Taken – serie TV, episodio 2x08 (2018)
- The Americans – serie TV, 6 episodi (2018)
- The Fix – serie TV, 10 episodi (2019)
- The Equalizer – serie TV, episodio 1x04 (2021)
- La fantastica signora Maisel (The Marvelous Mrs. Maisel) – serie TV, episodio 4x05 (2022)
- East New York – serie TV, 4 episodi (2022-2023)
- The Girls on the Bus – serie TV, 6 episodi (2024)
- The Penguin, regia di Craig Zobel, Helen Shaver, Kevin Bray e Jennifer Getzinger – miniserie TV, puntate 1-2-4 (2024)

## Doppiatori italiani
Nelle versioni in italiano delle opere in cui ha recitato, Scott Cohen è stato doppiato da:
- Fabrizio Pucci in Una mamma per amica, Senza traccia, Castle, Grey's Anatomy, CSI - Scena del crimine, La fantastica signora Maisel, The Penguin
- Pasquale Anselmo in NYPD - New York Police Department (st. 7), L'amore e altri luoghi impossibili, The Carrie Diaries
- Davide Marzi in NYPD - New York Police Department (st. 8), The Resident
- Vittorio De Angelis in Fatal Contact - Il contagio viene dal cielo, Terapia d'urto
- Massimo De Ambrosis in Kiss My Act, The Fix
- Mauro Gravina in The Glades, Elementary
- Teo Bellia in Street Time, Allegiance
- Sergio Lucchetti in Jack di cuori, The Equalizer
- Gianluca Tusco in Il magico regno delle favole
- Stefano Benassi in Kissing Jessica Stein
- Francesco Prando in Numb3rs
- Gianni Bersanetti in Law & Order - Il verdetto
- Lorenzo Scattorin in Law & Order - Criminal Intent
- Massimo Rossi in CSI: NY
- Antonio Palumbo in Hawaii Five-0
- Saverio Indrio in Blue Bloods
- Roberto Draghetti in Cashmere Mafia
- Roberto Certomà in Viaggio in paradiso
- Achille D'Aniello in Person of Interest
- Riccardo Lombardo in Anesthesia
- Pino Insegno in Billions
- Mario Cordova in The Americans
- Sandro Acerbo in East New York